# Iglesia de San Salvador (Torrebeses)

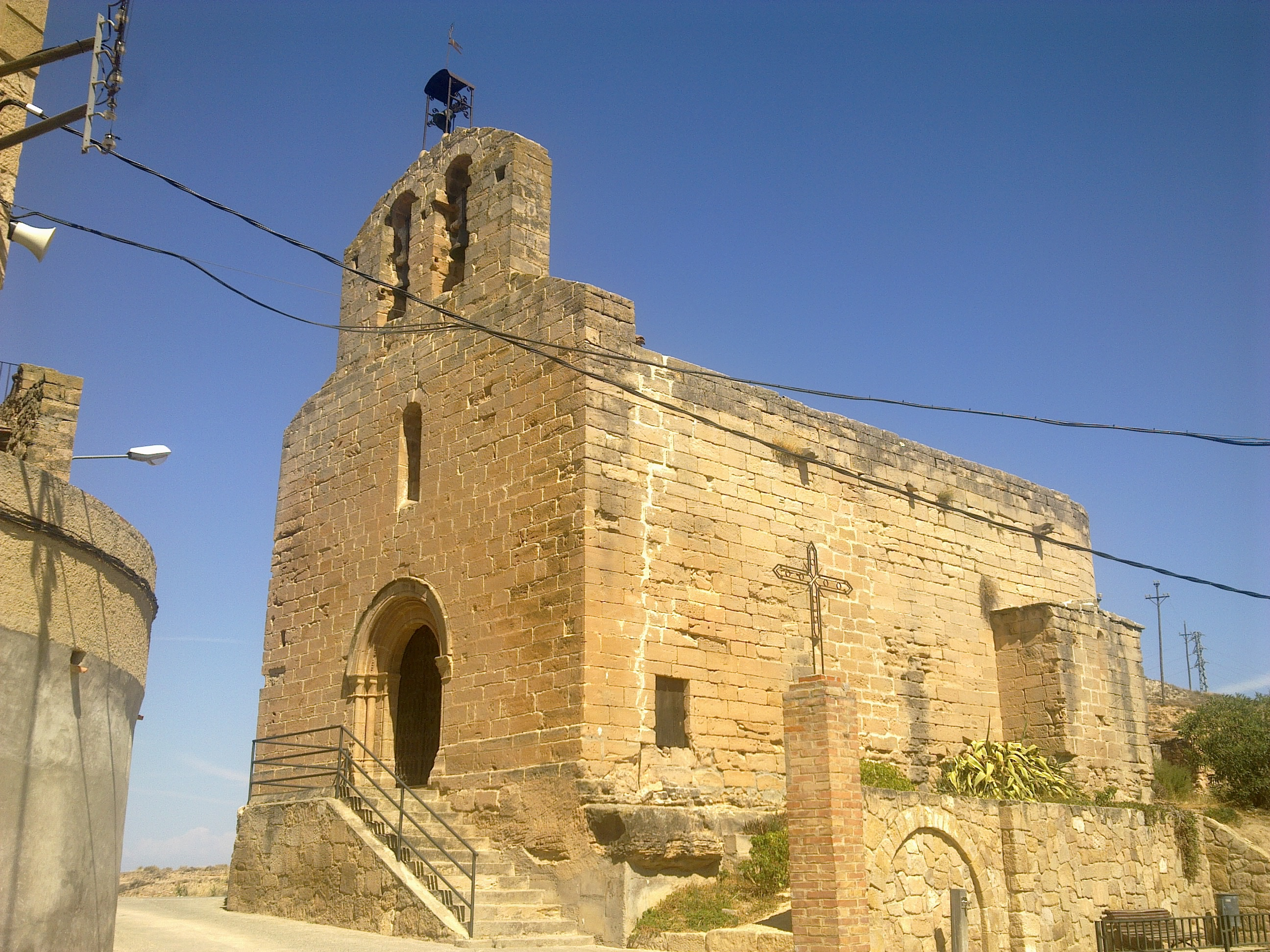
Iglesia de San Salvador (Torrebeses)

La iglesia de San Salvador (en catalán Sant Salvador) está situada en el límite norte de la población de Torrebeses (provincia de Lérida, España), sobre un montículo de rocas y, junto con el Castell-Palau, constituye la referencia visual del pueblo. 
Edificada con el derribo previo de un trozo de muralla, no se conoce el nombre de los constructores ni de los promotores. Por sus características estilísticas, el edificio se puede datar en la segunda mitad del siglo XII. 
La iglesia es de estilo románico, de nave única cubierta con bóveda de cañón de piedra ligeramente apuntada y reforzada por dos arcos fajones que arrancan de canecillos muy sencillos que la dividen en dos tramos. El ábside tiene planta semicircular y está cubierto por una bóveda de cuarto de esfera. Tiene tres capillas de planta rectangular de diferentes épocas (finales del siglo XIV y siglo XV). Destaca la capilla de San Juan Bautista (siglo XV) que está cubierta con bóveda de crucería de factura gótica. Los nervios de la bóveda arrancan de unos capiteles esculpidos situados a media altura. La clave de bóveda tiene una decoración esculpida y en la parte superior del muro norte y oeste de la capilla hay dos escudos con la figura del anillo místico llevando el estandarte de la cruz. También se encuentra en esta capilla el retablo de piedra calcárea dedicado a San Juan Bautista con restos de policromía, datado en la segunda mitad del siglo XIV (restaurado en 1989 por el Servicio de Restauración de Bienes Muebles). 
Exteriormente la austeridad de este elemento refuerza su contundencia formal. La existencia de un remate liso en todo su perímetro facilita la lectura de una iglesia fortificada. 
Destaca la puerta de la fachada (siglo XIV), formada por un arco de medio punto con tres arquivueltas, una de ellas moldeada en punta de diamante, y sostenidas por tres columnas de fuste liso a cada lado de la puerta. Estas columnas sustentan unos capiteles con decoración vegetal que se repite en el montante formando un friso continuo. 